# Penspinning
Unter dem Begriff Stiftdrehen, auf Englisch Penspinning (auch Pentrix oder Pentricks) genannt, versteht man das Drehen eines Stiftes mit den Fingern oder auf der Hand.
Da  Penspinning  überall und  fast jederzeit betrieben werden kann, ist es vor allem unter Schülern und Studenten verbreitet. Penspinning hat eine aktive Community, die sich online und offline trifft, um ihre Fähigkeiten zu verbessern und neue Tricks zu erlernen.
Stiftdrehen hat Ähnlichkeit mit dem Stabdrehen, nur dass der Stift wesentlich kleiner ist. Da der Stift wie beim Stabdrehen die Finger normalerweise nicht verlässt, fällt dies unter die Kontaktjonglage. Stiftdrehen erfordert jedoch im Gegensatz zum Stabdrehen wesentlich mehr Fingerspitzengefühl. Des Weiteren gibt es beim Stiftdrehen mehr Freiraum für Tricks.

Penspinning

## Ursprung
Penspinning reicht bis in die 1970er Jahre zurück. Mit der Einführung des Internets verbreitete sich Penspinning weltweit. Die erste große Pen-Spinning-Webseite wurde 1997 vom Japaner Dodeaki Kondoh gegründet. Der in den USA lebende und unter Penspinnern als „Kam“ bekannte Fernando Kuo wird oft mit der Entwicklung des Penspinnings in der heutigen Form in Verbindung gebracht. Das von ihm gegründete UPSB (Universal Pen Spinning Board) war zudem die erste große internationale Plattform zum Thema Penspinning und legte den Grundstein zur Gründung weiterer Penspinningforen in zahlreichen Ländern.

## Ausrüstung
Es wird lediglich ein beliebiger Stift benötigt. Für Anfänger sind vor allem Tintenkiller geeignet, da sie fast immer nach dem gleichen Prinzip gebaut sind, des Weiteren sind Tintenkiller gut ausbalanciert und haben eine adäquate Länge. Es ist einfacher zu „spinnen“, wenn man auf die Enden des Tintenkillers zwei Grips (Gummigriffe anderer Stifte, z. B. Kugelschreiber) befestigt. Bleistifte und Holzstifte im Allgemeinen sind nach geläufiger Meinung geübter Stiftdreher zu leicht und man hat mit ihnen nicht genügend Gefühl in der Hand.
Fortgeschrittene modifizieren die Stifte mit Teilen anderer Stifte oder zweckentfremdeten anderen Teilen. Dabei werden Teile angeklebt, ersetzt, gefeilt oder auch angeschmolzen. Sinn der Modifikation ist es meist, den Schwerpunkt des Stiftes zu verlagern, das Trägheitsmoment zu erhöhen oder den Stift einfach in Form und Farbe zu gestalten. Sehr oft werden auch nur „Grips“ an die Enden gesteckt, da es billig und schnell durchführbar ist. Eine weitere Möglichkeit der einfachen Modifikation stellen „Tips“ dar. „Tips“ sind die Metallteile am Schreibende eines Stiftes, zu Modifikationszwecken werden sie einfach angesteckt beziehungsweise -geklebt. Es gibt aber auch einige Stifte, die richtige Kunstwerke darstellen, bei denen ein Modder (engl. modifizieren, umbauen) den Stift besonders schön gestaltet, zum Beispiel mit einem Inlay oder Outlay bzw. einem Papier, das man innerhalb oder außerhalb des Stiftes anbringt und den Stift anderweitig farbig verziert.

## Tricks

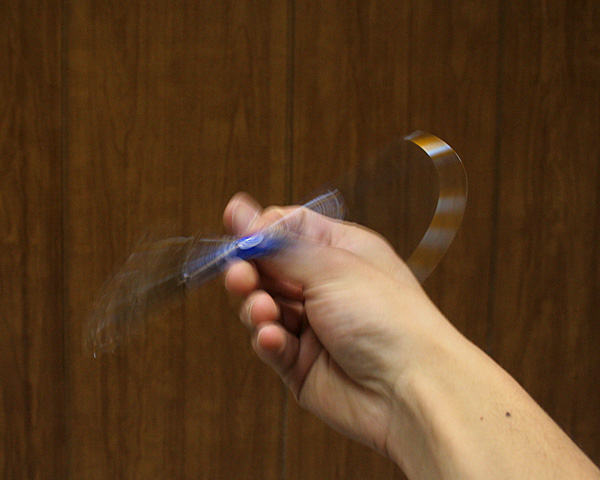
Foto eines ThumbAround

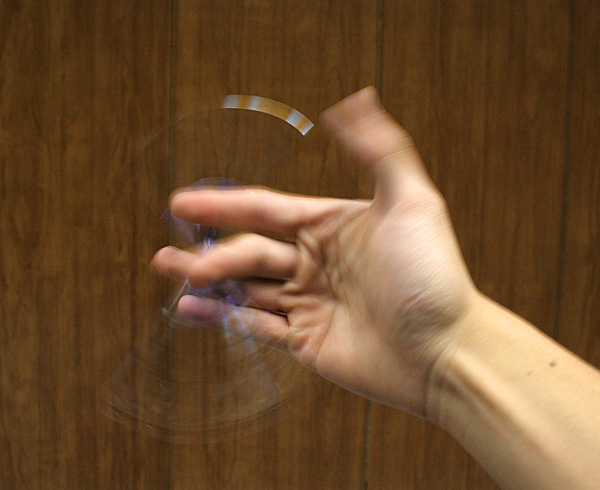
Foto eines Sonic

Beim Penspinning gibt es viele verschiedene Tricks und fast unendlich viele Möglichkeiten, neue zu erfinden. Als grundlegende Tricks und Grundlage für weitere Tricks gelten der Thumbaround, der Sonic, der Fingerpass, der Charge und teilweise auch der Infinity. Einzelne Tricks können auch zu sogenannten „Combos“ verbunden werden, wobei die Tricks im Idealfall vollkommen fließend ineinander übergehen und dadurch einen hohen Show-Effekt haben. Anfänger haben vor allem mit der nötigen Feinmotorik ihre Schwierigkeiten.
- „Aerial“-Tricks sind Tricks, bei denen sich der Stift nicht mehr in der Hand, sondern in der Luft befindet. Der wohl bekannteste Aerial Trick ist der „Thumbaround Release“. Hierbei wird der Stift, während der Stift um den Daumen geht, einfach hochgeworfen. Man sollte den Stift dann allerdings „Palm Down“ (Handinnenfläche zeigt von der Person weg) fangen.
- In Around-Tricks wird der Stift um einen Finger gedreht. Am bekanntesten ist hier der ThumbAround, bei dem der Stift um den Daumen gedreht wird.
Bei Around-Tricks gibt es immer auch eine Reverse-Variante, bei der der Stift in die entgegengesetzte Richtung gedreht wird. Zudem existieren auch „inverse“Tricks, bei denen der Trick auf der anderen Seite der Hand ausgeführt wird. Des Weiteren gibt es immer verschiedene Grad-Varianten, wo der Stift entweder mehrmals um den Finger gedreht oder bei denen er zuerst mehrmals auf der Handfläche gedreht und dann wieder aufgenommen wird.

Bei Thumb-, Index-, Middle-, Ring-, Pinkyarounds (um den Daumen, Zeigefinger, Mittelfinger, Ringfinger, Kleinen Finger) gibt es außerdem die Möglichkeit, sie ohne Finger durchzuführen. Hierzu wird die Hand so bewegt, dass sich der Stift ohne Zutun eines anderen Fingers um den betroffenen Finger dreht.
- Der Pass zählt zu den einfachen Tricks. Dieser Trick wird unbewusst von vielen Menschen absolviert. Der bekannteste Pass ist der Fingerpass, der bereits eine Combo einzelner Passes darstellt. Hierbei wird der Stift von einem Finger zum nächsten gegeben. Obwohl dies einer der leichtesten Tricks ist, liegt die Schwierigkeit darin, diesen Trick zu perfektionieren.
- In Sonic-Tricks geht es darum, dass der Stift die Position mit Hilfe einer schwungvollen Drehung ändert. Hierbei werden meistens alle Finger außer dem Daumen genutzt. Auch hier gibt es immer eine Reverse-Variante.
- Beim Charge wird der Stift zwischen zwei Fingern gedreht.
- Wipers sind eine spezielle Technik im Penspinning, bei der der Stift an einem Ende gehalten und dann in einer schnellen, wischartigen Bewegung gedreht wird. Dieser Trick erfordert eine gewisse Fingerfertigkeit und Geduld. Ein Trick aus dieser Kategorie ist der Infinity. Er hat seinen Namen von seiner Bewegung, da diese wie eine liegende Acht, also ein Unendlichkeitszeichen (Lemniskate), aussieht.
Fälschlicherweise wird oft behauptet, dass Infinity-Tricks all jene sind, die unendlich lange fortgeführt werden können, da sie zu ihrer Ausgangsposition zurückkehren. Das ist zwar auch bei dem Trick Infinity der Fall, allerdings werden die Tricks, die kontinuierlich durchgeführt werden können, mit dem Beisatz continuous versehen.

Einige Grundtricks
ThumbAround, normal
Sonic, normal
Combos
Fingerpass, normal
Charge, normal

## Wettbewerbe
Mit der Entstehung der einzelnen Penspinning Communities in den 2000er Jahren kamen lokale sowie auch internationale Penspinning Wettbewerbe auf, die bis heute fortgeführt werden. Zu den bekanntesten internationalen Turnieren zählen das seit 2007 im zweijährigen Turnus organisierte World Tournament (PSWT), bei dem mittels Einzelkämpfe der beste Spinner ermittelt wird. Andere bekannte Wettbewerbe sind beispielsweise der Penspinning World Cup (PSWC), ein Team-Wettbewerb, sowie die Penspinning Olympics (PSO). Die deutsche Communities ist mit der German Penspinning Community in einigen dieser Wettbewerbe vertreten.